# Дунин, Пётр
Петр Дунин из Правковице (пол. Piotr Dunin z Prawkowic; ок. 1415—1484) — польский государственный и военный деятель, староста мальборкский (1478—1484), каштелян серадзский (с 1478), воевода бжесць-куявский (с 1479).

## Биография
Представитель старинного польского дворянского рода герба «Лебедь». Сын Кристина из Скшиньско, Пратковице и Смилува, племянник подканцлера коронного Доминика из Скшиньско. После службы при королевском дворе получил прозвище — Донин или Дунин. От своего отца унаследовал имения Пратковице, Смилув и Моравяны. Военную карьеру начал довольно поздно, потому что только в 1455 году он в качестве дворянина королевского участвовал в неудачной военной экспедиции на город Ласин.
Неизвестно, где он провел молодость, но вероятно, изучал науки за пределами Польши, и, возможно, принимал участие в иностранных войнах, где приобрел будущие высокие тактические навыки. В 1456 году был войским великим серадзским и дворянином Казимира Ягеллончика, а через три года — бургграф краковский и маршалок надворный. Последняя должность была связана с принятием командования над придворными хоругвями. В этом качестве он сопровождал короля Казимира Ягеллончика в походе на Пруссию. Получил тогда должность подканцлера сандомирского.
Петр Дунин был главнокомандующим королевскими войсками в Тринадцатилетней войне Польского королевства с Тевтонским орденом (1454—1466). Его тактический талант и последовательность, с которой стремился отсечь получение Тевтонским орденом подкреплений из Германии, несомненно, внесли свой вклад в победу Польши. После победы в битве при Свецине (17 сентября 1462), заняли орденские города Гнев и Хойнице. Он был военным лидером с большим авторитетом, который твердой рукой держал дисциплину среди отрядов наёмников на польской службе. Когда после захвата города Фишхаузен в Самбии возник спор о разделе добычи, Пётр Дунин приказал сжечь город, ликвидировав, таким образом, предмет спора. Принимал участие в подписании Торуньского мира 1466 года. В 1472 году сопровождал королевича Казимира Святого в неудачной экспедиции в Венгрию, чтобы попытаться занять венгерский престол, а в 1477 году он командовал вместе с сыном Яном Белым польскими войсками во время так называемой Войны священников (1478—1479) против нового епископа Вармии Николая фон Тунгена.
В 1476 году Пётр Дунин приобрел город Уязд вместе с заком и прилегающими деревнями у Станислава Варшицкого за 8 тысяч венгерских флоринов и часть деревни Святое в районе Бжесць-Куявска.
До конца жизни Пётр Дунин оставался доверенным советником короля Казимира Ягеллончика и его представителем в Королевской Пруссии. Вопреки местной знати, был назначен в 1478 году старостой мальборкским, управляющим богатейшей королевщиной в Польше. На этом посту был известен как отзывчивый и справедливый администратор для подданных. В 1478 году Пётр Дунин занимал пост каштеляна серадзского, а под конец жизни в 1479 году ему была передана должность воеводы бжесць-куявского.
В 1483 году Пётр Дунин тяжело заболел, а в следующем 1484 году скончался.

## Семья
С около 1450 года Пётр Дунин из Правковице был женат на Винцентине, дочери Доброгоста Леженского, старосты рычивулского (герб «Наленч»). У супругов были следующие дети:
- сын (род. около 1460)
- Анна (род. около 1460), муж — Ян Бохотницкий из Олесницы
- Эльжбета, муж — Пакош из Зволи
- Катарина, муж — Пачолтовский
- Ян Белый (? — 1522), староста мальборкский и рычивулский
- Иероним
- Пётр (? — 1535), староста равский, болеславский и брежницкий
- Анджей (? — 1522), хорунжий серадзский
- Якуб из Уязда, староста ленчицкий.